# Kaushitaki Upanishad
Kauṣītaki Upaniṣad ou Kauṣītakyupaniṣad (entre -600 et -400) est l'une des plus anciennes Upaniṣad "majeures" et appartient au groupe des douze Upaniṣad principales appelées Mukhya Upaniṣad. Celle-ci est associée au Ṛgveda. Le texte est divisé en quatre chapitres et comporte quarante neuf versets.